# Яррото 1-во
Яррото 1-во (Ярото, Ярато, на руски: Яррото 1-е) е голямо сладководно езеро в Азиатската част на Русия, разположено в северозападната част на Ямало-Ненецки автономен окръг, Тюменска област.
С площ от 247 km2 е най-голямото в Ямало-Ненецки автономен окръг и 49-о по големина в Русия.
Езерото Яррото 1-во е разположено в югоизточната част на полуостров Ямал, на територията на Ямало-Ненецкия автономен окръг, на 22 m н.в. То има форма на неправилна елипса, разтегната от североизток на югозапад. Бреговата му линия е слабо разчленена, бреговете му са ниски, покрити с тундрова и лесотундрова растителност. Езерото се намира в района на вечно замръзналата почва и преобладават криогенните форми на релефа.
Площта на езерото Яррото 1-во е 247 km2 с дължина от североизток на югозапад 22 km и ширина 13,5 km, обем 0,7 km3, максимална дълбочина 8 m.
Езерото се подхранва от множество малки реки. От него изтича река Десен Юрибей, дясна съставяща на река Юрибей, вливаща се в Байдарацка губа на Карско море. На 2,7 km северозападно от него се намира езерото Яррото 2-ро, от което изтича река Ляв Юрибей (лява съставяща на река Юрибей).
Подхранването на езерото е предимно снежно. Замръзва през октомври, а се размразява през юни. Температурата на водата през лятото достига до 5 – 6 °C, а максималните стойности се наблюдават в края на юли и началото на август. Водата му е чиста, слабо минерализирана и с висока прозрачност.
Богато е на риба, а по бреговете му през краткото лято гнездят прелетни и водоплаващи птици. По бреговете и във водосборния му басейн няма населени места.